# Свирский, Александр Сергеевич
Александр Сергеевич Свирский (бел. Аляксандр Сяргеевіч Свірскі; род. 28 февраля 1999, Борисов, Минская область) — белорусский футболист, вратарь клуба «Ислочь».

## Карьера

### БАТЭ
Воспитанник борисовской ДЮСШ-2. Позже стал выступать на юношеском уровне в борисовском БАТЭ. В начале 2019 года футболист стал подтягиваться к играм с основной командой. Новый сезон начал с поражения за Суперкубок Беларуси, где футболист пробыл на скамейке запасных. На протяжении сезона продолжал выступать за дублирующий состав клуба. Дебютировал за клуб 26 июня 2019 года в матче Кубка Беларуси против речицкого «Спутника».

#### Аренда в «Спутник» Речица
В марте 2020 года футболист на правах арендного соглашения отправился в бобруйскую «Белшину». Однако в бобруйском клубе футболист стал выступать исключительно за дублирующий состав и в июле 2020 года также на правах арендного соглашения присоединился к речицкому «Спутнику». В речицком клубе футболист начал как игрок скамейки запасных. Дебютировал за клуб 4 ноября 2020 года в матче против «Крумкачей». По итогу сезона вместе с клубом стал победителем Первой лиги. По окончании арендного соглашения футболист покинул клуб.

#### Аренда в «Оршу»
В апреле 2021 года футболист на правах арендного соглашения перешёл в «Оршу» до конца сезона. Дебютировал за клуб 6 мая 2021 года в матче против петриковского «Шахтёра». Первую половину сезона футболист провёл на скамейке запасных. В середине июля 2021 года футболист стал получать игровую практику и вскоре закрепился в основной команде клуба, за который выступал вплоть конца сентября 2021 года, после чего вновь вернулся на скамейку запасных. По окончании арендного соглашения покинул клуб.

### «Ислочь»
В марте 2022 года футболист на правах свободного агента присоединился к «Ислочи», подписав двухлетний контракт. Сезон в новом клубе футболист начинал на скамейке запасных, выступая также и за дублирующий состав. Дебютный матч за клуб футболист сыграл 22 июня 2022 года в рамках Кубка Беларуси против столичных «Крумкачей». Остаток сезона футболист продолжал проводить на скамейке запасных. В январе 2023 года футболист продлил контракт с клубом до марта 2025 года. Свой дебютный матч в рамках чемпионата футболист сыграл 1 апреля 2023 года против брестского «Динамо». Футболист сразу закрепился в основной команде клуба, заняв позицию основного вратаря, также отличившись лучшим показателем по количеству сухих матчей в рамках чемпионате, разделив эту позицию с Константином Руденком. По итогу сезона футболист вместе с клубом завершил чемпионат на итоговом четвёртом месте.
В феврале 2024 года футболист продлил контракт с клубом до марта 2026 года. Новый сезон футболист начал 3 марта 2024 года с четвертьфинального матча Кубка Беларуси против «Витебска». Первый матч в чемпионате футболист сыграл 15 марта 2024 года против брестского «Динамо». В полуфинальных матчах Кубка Беларуси футболист вместе с клубом победил жодинское «Торпедо-БелАЗ» и вышел в финал турнира. В финале Кубка Беларуси, который прошёл 25 мая 2024 года, футболист вместе с клубом уступили гродненскому «Неману» и стали серебряными призёрами турнира. В июле 2024 года футболист вместе с клубом отправился на квалификационные матчи Лиги конференций УЕФА, где по сумме матчей уступили сан-маринскому клубу «Ла Фиорита». На протяжении сезона футболист продолжал выступать в роли основного вратаря, завершив чемпионат на итоговом седьмом месте.
Новый сезон футболист начал 5 марта 2025 года с четвертьфинального матча Кубка Беларуси, против гродненского «Немана». В ответной четвертьфинальной встрече 9 марта 2025 года по окончании основного времени перед серией пенальти футболист был заменён, однако вскоре КДК БФФ присудил «Ислочи» техническое поражение. Первый матч в рамках чемпионате футболист сыграл 14 марта 2025 года против мозырской «Славии».

## Международная карьера
В конце сентября 2015 года футболист вместе с юношеской сборной Беларуси до 17 лет отправился на квалификационные матчи юношеского чемпионата Европы до 17 лет. Дебютировал за сборную 5 октября 2015 года в матче против сборной России. В апреле 2017 года футболист отправился в распоряжение юношеской сборной Беларуси по футболу до 18 лет. Дебютировал за сборную 25 апреля 2017 года в матче против США.
В июле 2017 года футболист получил вызов в юношескую сборную Беларуси до 19 лет. Дебютировал за сборную 8 августа 2017 года в товарищеском матче против Израиля. В октябре 2017 года вместе со сборной отправился на квалификационные матчи юношеского чемпионата Европы до 19 лет. В сентябре 2019 года футболист получил вызов в молодёжную сборную Беларуси, однако за неё футболист так и не дебютировал, оставаясь на скамейке запасных.

## Достижения
«Спутник» Речица
- Победитель Первой лиги: 2020